# Xã Choctaw, Quận Lincoln, Arkansas
Xã Choctaw (tiếng Anh: Choctaw Township) là một xã thuộc quận Lincoln, tiểu bang Arkansas, Hoa Kỳ. Năm 2010, dân số của xã này là 679 người.